# Hans Hubert Dreher
Johann Hubert Dreher (* 1. November 1856 in Köln; † 18. Juli 1895 ebenda) war ein deutscher Architekt des Historismus, der im Rheinland wirkte. 

## Leben
Hans Hubert Dreher war der Sohn des Kölner Fassbindermeisters Ferdinand Dreher und seiner Frau Catharina geb. Mackenberg. Er lebte zuletzt in der Sternengasse 62 und hatte ein eigenes Büro in Köln. Von 1891 bis zu seinem Tod gehörte er dem Kölner Architekten- und Ingenieur-Verein (AIV-Köln) an. Dreher war katholischer Konfession und vor allem im Kirchenbau tätig.

## Werk
| Jahr      | Bild | Ort             | Objekt                                               | Bundesland          | Kommentar |
| --------- | ---- | --------------- | ---------------------------------------------------- | ------------------- | --- |
| 1889–1893 |      | Titz            | Katholische Pfarrkirche St. Cosmas und Damian        | Nordrhein-Westfalen | Übernahme der Detailplanungen und Planung der Chorschlüsse nach dem Tod des Architekten Erasmus Schüller. Dreher entwarf auch die vollständig erhaltene neugotische Ausstattung.                                                                                |
| 1894      |      | Köln            | Katholische Kapelle Maria Rosenkranz                 | Nordrhein-Westfalen | Kapelle des Klosters der Barmherzigen Brüder, Brüsseler Str. 26, mittlerweile umgenutzt in ein Hotel. |
| 1890–1891 |      | Kalrath         | Katholische Pfarrkirche St. Mariä Himmelfahrt        | Nordrhein-Westfalen | |
| 1893–1895 |      | Thorr           | Katholische Pfarrkirche St. Simon und Judas Thaddäus | Nordrhein-Westfalen | |
| ca. 1895  |      | Lich-Steinstraß | Katholische Pfarrkirche St. Andreas und Matthias     | Nordrhein-Westfalen | Entwurf eines Neubaus, davon wurden in einem 1. Bauabschnitt Chor und Querschiff ausgeführt. Der 2. Bauabschnitt mit Errichtung von Langhaus und Turm wurde nie verwirklicht. Die Pfarrkirche wurde 1986 abgerissen, da sie dem Tagebau Hambach weichen musste. |